# Dangy
Dangy – miejscowość i gmina we Francji, w regionie Normandia, w departamencie Manche.
Według danych na rok 1990 gminę zamieszkiwało 605 osób, a gęstość zaludnienia wynosiła 61 osób/km² (wśród 1815 gmin Dolnej Normandii Dangy plasuje się na 375. miejscu pod względem liczby ludności, natomiast pod względem powierzchni na miejscu 513.).

## Populacja

Populacja miejscowości w latach 1962-2008